# Nghị quyết 478 của Hội đồng Bảo an Liên Hợp Quốc
Nghị quyết số hiệu 478 Hội đồng Bảo an Liên Hợp Quốc  (tiếng Anh: United Nations Security Council Resolution 478, tiếng Trung: 联合国安理会478号决议) thông qua vào ngày 20 tháng 8 năm 1980, là một trong bảy nghị quyết Hội đồng Bảo an Liên Hợp Quốc khiển trách Israel trù hoạch thôn tính Đông Jerusalem. Nghị quyết số hiệu 478 Hội đồng Bảo an Liên Hợp Quốc khiển trách Israel không tuân thủ Nghị quyết số hiệu 476 Hội đồng Bảo an Liên Hợp Quốc và việc tuyên bố pháp luật Jerusalem của Israel thông qua năm 1980, mà tuyên xưng Jerusalem là thủ đô "hoàn toàn và thống nhất" của Israel, đi trái ngược pháp luật quốc tế. Nghị quyết chỉ ra, Hội đồng Bảo an Liên Hợp Quốc không thừa nhận pháp luật Jerusalem của Israel, và hô hào các quốc gia hội viên Liên Hợp Quốc chấp hành nghị quyết Hội đồng Bảo an, triệt xuất các đại sứ quán và sứ đoàn ngoại giao từ Jerusalem.
Nghị quyết thông qua với 14 phiếu, duy nhất đại biểu Hoa Kỳ khiển trách nghị quyết đó, tuyên bố bỏ phiếu trắng.

## Phản ứng
Israel đã cự tuyệt nghị quyết của Liên Hợp Quốc, và tuyên bố "nó sẽ không ảnh hưởng địa vị của Jerusalem xem như thủ đô Israel, và Jerusalem vĩnh viễn sẽ là một thành thị thống nhất mà không bị phân liệt" . 
Một phần có liên quan đến nghị quyết yêu cầu rút lui sứ đoàn ngoại giao của các quốc gia khỏi Jerusalem, Ngoại trưởng Hoa Kỳ lúc đó Edmund Muskie nói rằng nghị quyết đó tồn tại khiếm khuyết mang tính căn bản, và quyết không tiếp nhận nó, đồng thời ông ấy phát biểu, Hoa Kỳ tẩy chay hết sức mọi hành vi trù tính chế tài đối với Israel. 

## Toàn văn nghị quyết
Hội đồng bảo an,
Hồi tưởng lại nghị quyết số hiệu 476 (năm 1980), 
Khẳng định lại một lần nữa rằng việc giành lấy được lãnh thổ bằng vũ lực là không thể chấp nhận, 
Quan ngại thâm sâu đến việc ban hành một "Luật pháp cơ bản" trong Quốc hội Israel tuyên bố thành phố Thánh Jerusalem có một sự thay đổi tính chất và địa vị, và ảnh hưởng đến hòa bình và an ninh,
Chú ý rằng Israel đã không tuân thủ nghị quyết số hiệu 476 (năm 1980),
Khẳng định lại quyết tâm của mình để thẩm tra các phương pháp và công cụ thật tế phù hợp với các điều mục liên quan của Hiến chương Liên Hợp Quốc và đảm bảo thực hiện đầy đủ nghị quyết số hiệu 476 (năm 1980) trong tình huống Israel không tuân thủ nghị quyết đó:
1. Khiển trách trong ngôn từ mạnh nhất là việc ban bố "Luật pháp cơ bản" của Israel cho Jerusalem đồng thời từ chối tuân thủ các nghị quyết có liên quan của Hội đồng Bảo an;
2. Khẳng định rằng việc ban bố "Luật pháp cơ bản" của Israel là vi phạm pháp luật quốc tế và không ảnh hưởng đến việc tiếp tục áp dụng Công ước Giơ-ne-vơ vào ngày 12 tháng 8 năm 1949 về việc "Bảo vệ người bình dân" trong thời chiến, trong vùng lãnh thổ Palestine và các lãnh thổ Ả Rập khác chiếm lĩnh từ tháng 6 năm 1967, bao gồm cả Jerusalem ;
3. Xác định rằng tất cả các biện pháp và hành động lập pháp và hành chính do Israel thật hiện, quyền uy chiếm lĩnh (the occupying power), mà đã thay đổi hoặc có ý định thay đổi tính chất và địa vị của thành phố Thánh Jerusalem, đặc biệt là "Luật pháp cơ bản" hiện tại ở Jerusalem, là vô hiệu và phải được thu hồi ngay lập tức;
4. Cũng khẳng định rằng hoạt động này tạo ra trở ngại nghiêm trọng cho việc đạt được một hòa bình toàn diện, công chính và lâu dài ở Trung Đông;
5. Quyết định không thừa nhận "Luật pháp cơ bản" và những hành động khác của Israel, như là kết quả luật này, tìm kiếm để thay đổi tính chất chất và địa vị của Jerusalem, và hô hào:
(a) Tất cả các quốc gia hội viên tiếp nhận quyết định này; 
(b) Các quốc gia, đã thành lập các sứ đoàn ngoại giao tại Jerusalem, rút lui các sứ đoàn khỏi thành phố Thánh này; 
6. Yêu cầu Tổng thư kí gửi báo cáo về việc thực hiện nghị quyết này cho Hội đồng Bảo an trước ngày 15 tháng 11 năm 1980;
7. Quyết định tiếp tục nắm bắt tình hình nghiêm trọng này.
Được thông qua tại cuộc họp lần thứ 2245 với 14 phiếu bầu, chỉ một đại biểu bỏ phiếu trắng (Hoa Kỳ).